# Калхун (Мисури)
Калхун (енгл. Calhoun) град је у америчкој савезној држави Мисури.

## Демографија
По попису из 2010. године број становника је 469, што је 22 (-4,5%) становника мање него 2000. године.
| Група             | 2000.       | 2010.       |
| Белци             | 478 (97,4%) | 456 (97,2%) |
| Афроамериканци    | 0 (0,0%)    | 1 (0,2%)    |
| Азијати           | 0 (0,0%)    | 3 (0,6%)    |
| Хиспаноамериканци | 1 (0,2%)    | 2 (0,4%)    |
| Укупно            | 491         | 469         |